# 法拉第未来

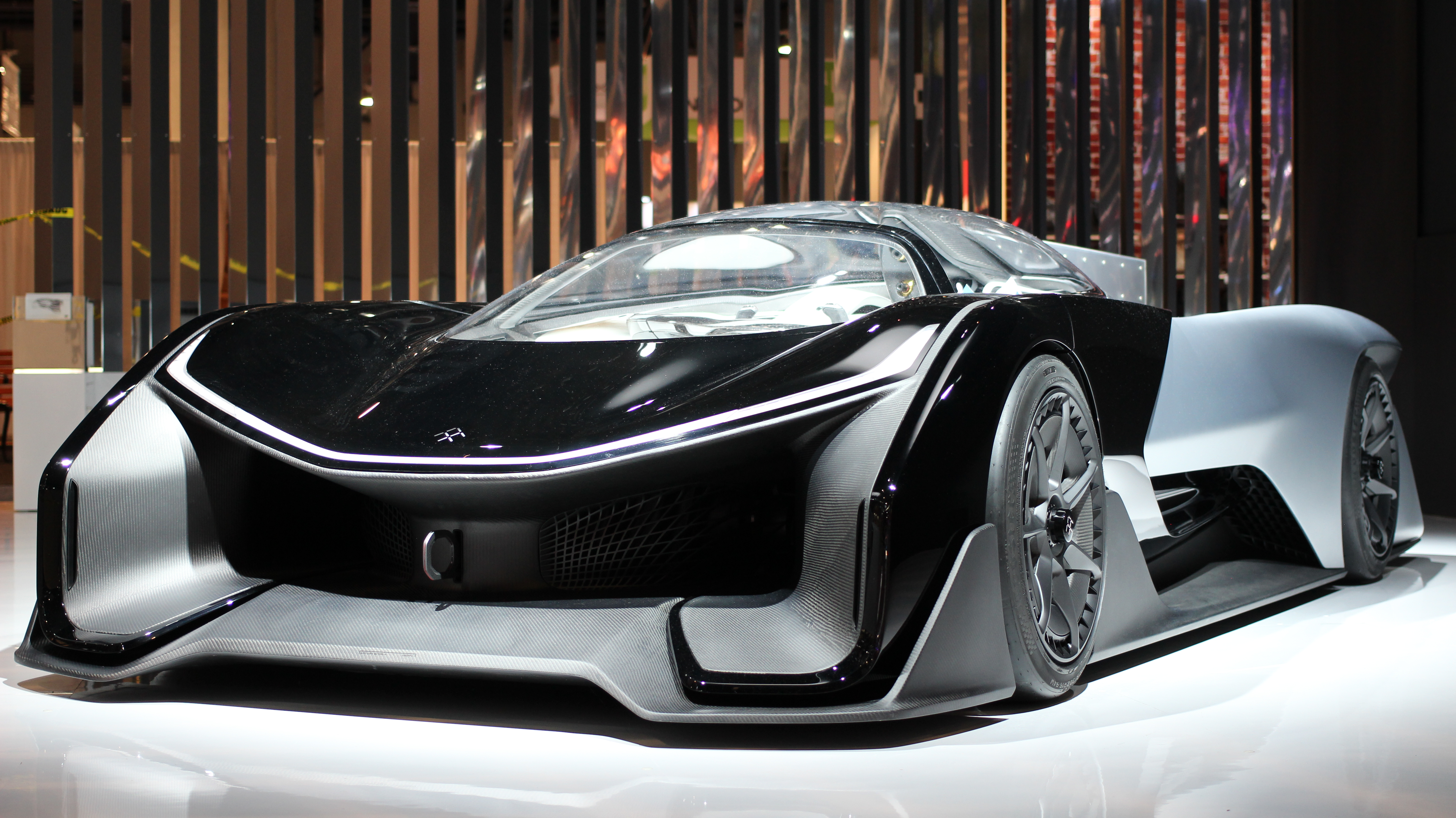
Faraday Future FF Zero1

法拉第未来（英語：Faraday Future），是一家總部位於美國加州加迪纳的智慧电动汽车公司，成立于2014年。至2016年1月，该公司员工增长至1000余人。公司的投资合作伙伴是贾跃亭领导的乐视集团（英語：LeEco）。
公司命名自电机技术基本原则之一的法拉第感应定律，此名纪念英国科学家迈克尔·法拉第发现了电磁感应。2016年1月，在美国公司消费电子展上，法拉第未来首次推出概念车单座FFZERO1。2017年1月3日，消费电子展中法拉第未来推出量产车FF91及生产计划。
2021年7月22日，法拉第未來透過與特殊目的收購公司Property Solutions Acquisition合併，在納斯達克掛牌上市。
2024年4月30日，法拉第未来因不符合纳斯达克上市规则被纳斯达克交易所除名，而法拉第未来方面表示将提起上诉。
2024年6月25日，法拉第未来宣布，董事会已提出反向拆股建议，提高公司股价以减轻被纳斯达克要求退市的风险。

## 厂址
2015年11月，法拉第未来宣布为第一个制造工厂投资10亿美元。美国加州、佐治亚州、路易斯安纳州和内华达州都作为候选的工厂地址。同年12月，法拉第未来选址内华达州北拉斯维加斯市，并支付5亿美元给AECOM进行基础建造。2016年4月，工程建造开始，内华达州的额外所需的基础设施已经正式获得州议会同意，但后续审批仍处搁置状态，以等待验证法拉第的未来财务状况良好，并完全能够筹集到足够的资金为整个项目提供资金。至2018年，该工程将获得2.15亿美元的税收激励，以及4-英里（6 km）的铁路专用线；新工厂面积将有3亿平方英尺(2800万平方米)、全职员工达到4500人。
2016年5月24日，加州瓦列霍宣布在2016年5月31日举行市议会特别会议，投票进行独家谈判协议。这代表加州正式邀请法拉第未来进入到马雷岛；这也被视为近几年来，继菲斯克汽车公司在莫雷诺谷建厂后，第二家创新汽车制造商将在加州设立制造工厂。它可以为当地经济带来了数亿美元的新投资。2016年5月31日，市议会一致同意进行六个月的独家谈判协议。

## 产品
2015年6月，《汽车潮流》杂志刊登的一篇文章，介绍了一些未来法拉第未来电动汽车的参数：在特定能源值上，它将比特斯拉S高出15%的性能。它利用多电池解决方案，解决单个电池和组织电池的可更换机制，并将改进大规模生产中的模块化设计方法。同年11月的LA汽车展上，设计主管理查德·金（Richard Kim）讨论了他将设计一款汽车，包括内部网络进入、车载娱乐、人体工学设计等。
2016年1月4日的国际消费电子展上，法拉第未来展示了他们的单座概念车型，具备1,000 hp（750 kW）以及200 mph（320 km/h）性能，类似1960年代的蝙蝠车风格。但因没有透露更详细的性能参数，媒体普遍认为它并缺乏量产的可能性。同年6月17日，法拉第未来在加州获得无人驾驶执照后，开始进行测试。公司表示将计划探索汽车和技术产业的其他方面，包括驾驶体验、使用模型、车载内容及自动驾驶等。
2017年1月的国际消费电子展上，法拉第未来宣布了新型量产汽车FF91。其0—60 mph（0—97 km/h）加速度达到2.5秒，并决定使用可变驱动底盘架构（Variable Platform Architecture）。使用在FF91上的纯电动电机峰值功率可以达到783千瓦1050马力，峰值扭矩为1800牛米。售价将会在15万美元至20万美元之间，并将在2018年正式上市销售。
2023年4月15日，首款拉法第FF 91量产车首次下线，该款车共有三款车型，常规版、FF 91未来主义者版(FF 91 Futurist)、FF 91未来主义者联盟版。
截至2023年11月，法拉第未来交付汽车仅7辆。

## 财务争议
一些前员工和政府官员曾质疑法拉第未来的财政能力。法拉第未来也未成立一定规模的信托基金，这使很多媒体和财务分析师怀疑公司的财务稳定性和总体投资策略。
一些分析家认为，法拉第未来的财务资金大幅依赖主要投资者贾跃亭对上市公司乐视网的股权质押，法两者的财务产生了共振效应。2016年11月，法拉第未来内华达州工厂的进度受到财务限制，并遭内华达州官员批评及中国国内媒体攻击，贾跃亭对此予以反驳。
2017年7月10日，公司宣布因財務問題，放棄在內華達州建設工廠的計畫。2018年8月，法拉第未来收到来自恒大健康（中國恒大集團旗下上市公司）的8.54亿美元投资，并出资成立新的合资公司。但仅仅两个月后，2018年10月，双方即将对方告到香港裁判法院，贾跃亭谋求终止合同；同时，法拉第未来开始大规模裁员，而公司的联合创办人等纷纷离职。2019年3月，第九城市宣布入资6亿美元与法拉第未来成立新的合资公司，但市场质疑双方合作能力与经营水平，第九城市股价收跌20%。
2021年1月29日，中国吉利控股集团公布與法拉第未來簽署合作協議，吉利與鴻海旗下富士康的合資公司有機會為法拉第未來提供代工服務。
2021年10月7日，美國沽空機構J Capital Research發表28頁報告，質疑法拉第未來經過8年的經營仍未能交付一輪汽車。
2023年12月28日，纳斯达克通知法拉第未来，其股票连续30个交易日内收盘价低于每股1.00美元，不符合上市规则的规定，该公司应在 2024年6月25日之前重新遵守该规则。2024年4月18日，纳斯达克再次通知法拉第未来，由于法拉第未来尚未提交截至2023年12月31日的10-K年度报表，违反了纳斯达克上市规则的规定。法拉第未来被允许在 60 天内提交符合相关规则的整改计划。同时法拉第未来将在 2024年4月18日起的五个工作日内被列入纳斯达克不合规公司名单。
2024 年 4 月 24 日，纳斯达克交易所指出，法拉第未来公司不符合纳斯达克上市规则的规定，因为该公司证券连续十个交易日的收盘价为 0.10 美元或更低。因此，纳斯达克工作人员决定将该公司证券从纳斯达克资本市场除名。法拉第未来表示，公司打算在2024年5月1日（允许的最晚日期）之前请求举行听证会，对除名裁定提出上诉，在此期间公司证券将继续在纳斯达克资本市场上市。

## 赛车
法拉第未来通过联合龙之队，在2016年10月，参加到电动方程式锦标赛第三季的比赛；同年11月，关于赛车的细节逐步披露。

## 领导团队
现在法拉第未来的团队的首席执行官为陈雪峰，公司宣布其团队来自包括特斯拉汽车（130人）、GM、法拉利、兰博基尼、BMW、Audi、苹果（60人）、SpaceX、Hulu等前员工。